# الشاطئ الأحمر (الصين)

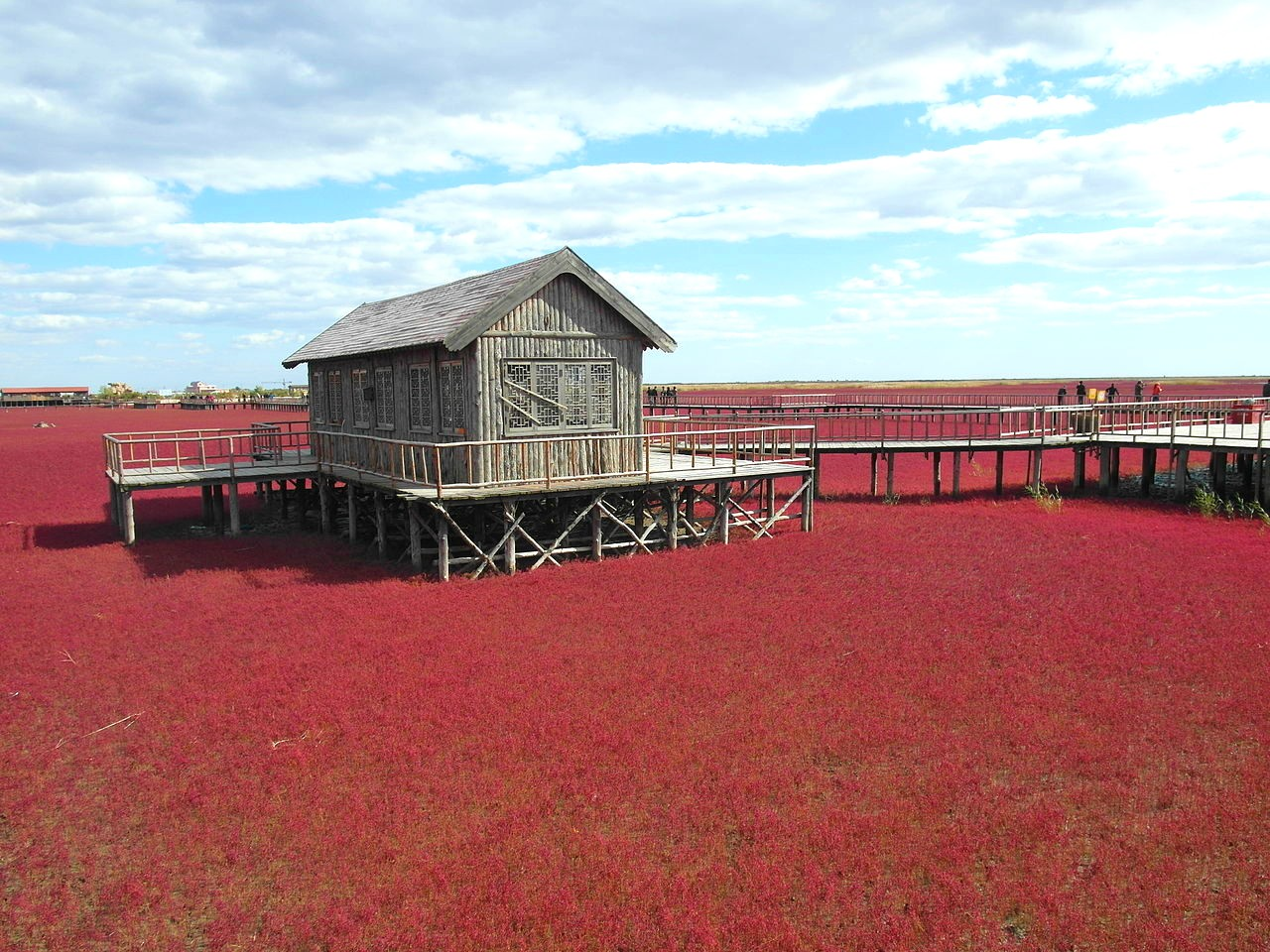
الشاطىء الاحمر مدينة بانجين، الصين

الشاطئ الأحمر (بالصينية: 红海滩) منطقة تقع في مقاطعة داوا، قرب مدينة بانجين في الصين، وقد حصل على اسم الشاطئ الاحمر من واقعه ومنظره، حيث تنمو في تربته المالحة نوع من طحالب بحرية التي تبدأ بالنمو أبتدأً من شهر نيسان وتبقى خضراء خلال فصل الصيف، وفي فصل الخريف يبدأ لون الاعشاب بالتحول نحو اللون الاحمر، ويُصبح كأنه قطعة من السجاد على طول الشاطئ، مُشكلاً ما يشبة اللوحة النادرة من المناظر الطبيعية الحمراء، المنطقة مغلقة أمام الزوار بأستثناء مساحة صغيرة منه تطُل على كامل الشاطئ.